# PT Media Citra Indostar
PT Media Citra Indostar (MCI) é um operador de satélites de comunicações indonésio. A mesma é uma companhia irmã da PT MNC SkyVision (MSV) que também é uma empresa subsidiária da Global Mediacom.

## Satélites
| Satélite   | Fabricante                       | Data do lançamento     | Veiculo de lançamento | Estado | Nota                                                                 |
| ---------- | -------------------------------- | ---------------------- | --------------------- | ------ | -------------------------------------------------------------------- |
| Indostar 1 | CTA Orbital Sciences Corporation | 12 de novembro de 1997 | Ariane 44L            |        | Também conhecido por Cakrawarta 1                                    |
| Indostar 2 | Boeing Satellite Systems         | 16 de maio de 2009     | Proton-M/Briz-M       | Ativo  | Ex-Galaxy 8iR. Também conhecido por ProtoStar 2 e Cakrawarta e SES-7 |